# Cassie Mitchell
Pour les articles homonymes, voir Mitchell.
Cassie Mitchell, née le 8 juin 1981 à Muskogee (Oklahoma), est une athlète handisport américaine spécialisée des lancers concourant en F51 pour les athlètes en fauteuil roulant.

## Carrière
Peu après son diplôme du lycée — dont elle est sortie valedictorian —, elle contracte une maladie neurologique appelée neuromyélite optique qui la laisse paralysée sous la taille et entraîne des difficultés de mouvement au niveau des bras. Après un diplôme de l'université d'État de l'Oklahoma en 2004, elle fait un doctorat en ingénierie biomédicale au Georgia Institute of Technology en 2009. En plus de sa carrière sportive, Cassie Mitchelle est chercheuse sur les maladies et blessures neurologiques pour le National Institutes of Health. En 2021, elle est professeure assistante au Wallace H. Coulter Department of Biomedical Engeneering au Georgia Institute of Technology et à l'université Emory.
Pour les Jeux de 2016, elle rafle l'argent sur le lancer du disque F51-52 et le bronze sur le lancer de massue F51. Cette année-là, elle avait également fait partie des trois athlètes américains qualifiés dans deux sports différents, le second étant la natation. Quelques semaines avant les Jeux, on lui diagnostique une leucémie myéloïde chronique et elle commence une chimiothérapie au Georgia Cancer Center de l'Université Augusta (en). Aux Jeux paralympiques d'été de 2020, elle remporte la médaille d'argent du lancer de massue F51 avec un jet à 24,18 m derrière l'Ukrainienne Zoia Ovsii puis termine 4e du lancer du disque F51.

## Palmarès

### Jeux paralympiques
- Jeux paralympiques d'été de 2016 à Rio de Janeiro :
  -  lancer du disque F51
  -  lancer de massue F51-52
- Jeux paralympiques d'été de 2020 à Tokyo :
  -  lancer de massue F51

### Championnats du monde
- Championnats du monde 2013 à Lyon :
  -  lancer du poids F51
  -  100 m F51
  -  200 m F51
  -  800 m F51
- Championnats du monde 2017 à Londres :
  -  lancer du disque F51
  -  lancer de massue F51